# OTB (groupe)
Pour les articles homonymes, voir OTB (homonymie).
OTB est un groupe vestimentaire italien dont le portefeuille de marques est constitué des enseignes de mode Diesel, Maison Margiela, Marni, Viktor & Rolf, des entreprises Staff International spécialisée dans la production et distribution de marques de prêt-à-porter, et Brave Kid spécialisée dans la production et distribution de marques de mode enfantines.

## Histoire
Après avoir créé la marque Diesel en 1978, l’entrepreneur italien Renzo Rosso obtient le contrôle de l’entreprise Only The Brave en 1985. L'entreprise change de nom pour son acronyme OTB en 2013.
En 2000, Renzo Rosso rachète l’entreprise Staff International qui depuis gère la production et distribution de grandes marques de prêt-à-porter telles que Maison Margiela, Marni Men, Dsquared2, Just Cavalli, Marc Jacobs Men, Vivienne Westwood. En 2002, il devient l’actionnaire majoritaire de la marque Maison Margiela. En 2008, c’est au tour de Viktor&Rolf de rejoindre le groupe, suivi par Marni en 2012 et par Paula Cademartori en 2016. 
Brave Kid est une enseigne du groupe spécialisée dans le développement, la production et la distribution de la mode pour enfant. Créée en 2011, elle détient l’autorisation mondiale de distribution et de production des lignes enfants de Diesel, John Galliano, Dsquared2, Marni et Trussardi.

### Autres dates
- 2008 – Création de The Only The Brave Foundation, une association à but non lucratif.
- 2010 – Only The Brave ouvre son siège mondial construit selon le respect des piliers du développement durable[réf. nécessaire].
- 2012 – OTB s'engage à soutenir la restauration du Pont du Rialto  à Venise.
- 2014 – John Galliano reprend la direction artistique de Maison Margiela.
- 2016 – La direction créative de Marni est confiée à Francesco Risso.